# Eerste klasse 1956-57 (voetbal België)
Het seizoen 1956/57 van de Belgische Eerste Klasse ging van start in de zomer van 1956 en eindigde in de lente van 1957. De competitie telde 16 clubs. R. Antwerp FC werd voor de vierde keer in de geschiedenis van de club landskampioen.

## Gepromoveerde teams
Deze teams waren gepromoveerd uit de Tweede Klasse voor de start van het seizoen:
- RCS Verviétois (kampioen in Tweede)
- R. OC de Charleroi (tweede in Tweede)

## Degraderende teams
Deze teams degradeerden naar Tweede klasse 1957-58 op het eind van het seizoen:
- Charleroi SC
- Beringen FC

## Titelstrijd
R. Antwerp FC speelde kampioen met 6 punten voorsprong. Tijdens het kampioenschap moest de oudste club van het land enkel de concurrentie van RSC Anderlecht en KAA Gent vrezen. Jef Van Gool en Edward Bertels waren met hun doelpunten de smaakmakers bij Antwerp.

## Europese strijd
Antwerp was als landskampioen geplaatst voor de Europacup I van het volgende seizoen.

## Degradatiestrijd
Beringen FC en Charleroi SC eindigden onderaan het klassement en degradeerden. KRC Mechelen werd 14de en ontsnapte zo net aan de degradatie.

## Ploegen
Deze ploegen speelden in het seizoen 1955-56 in Eerste klasse. De nummers komen overeen met de plaats in de eindrangschikking:
| Stam- nummer | Club                        | Plaats                 |    |
| ------------ | --------------------------- | ---------------------- | -- |
| 1            | R. Antwerp FC               | Deurne, Antwerpen      | 1  |
| 35           | RSC Anderlecht              | Anderlecht             | 2  |
| 7            | KAA Gent                    | Gent                   | 3  |
| 2            | R. Daring Club de Bruxelles | Sint-Jans-Molenbeek    | 4  |
| 4            | RFC Liégeois                | Luik                   | 5  |
| 30           | K. Lierse SK                | Lier                   | 6  |
| 16           | R. Standard Club Liégeois   | Luik                   | 7  |
| 8            | RCS Verviétois              | Verviers               | 8  |
| 10           | Union Royale Saint-Gilloise | Sint-Gillis            | 9  |
| 28           | R. Berchem Sport            | Berchem, Antwerpen     | 10 |
| 246          | R. OC de Charleroi          | Charleroi              | 11 |
| 13           | R. Beerschot AC             | Antwerpen              | 12 |
| 21           | R. Tilleur FC               | Tilleur, Saint-Nicolas | 13 |
| 24           | RC Mechelen KM              | Mechelen               | 14 |
| 522          | K. Beeringen FC             | Beringen               | 15 |
| 22           | R. Charleroi SC             | Charleroi              | 16 |

## Eindstand
|   |    |                             | P  | W  | G  | V  | +  | -  | DS  | Ptn |
| - | -- | --------------------------- | -- | -- | -- | -- | -- | -- | --- | --- |
| K | 1  | R. Antwerp FC               | 30 | 19 | 8  | 3  | 69 | 28 | 41  | 46  |
|   | 2  | RSC Anderlecht              | 30 | 16 | 8  | 6  | 82 | 47 | 35  | 40  |
|   | 3  | KAA Gent                    | 30 | 16 | 7  | 7  | 73 | 37 | 36  | 39  |
|   | 4  | R. Daring Club de Bruxelles | 30 | 15 | 5  | 10 | 67 | 56 | 11  | 35  |
|   | 5  | RFC Liégeois                | 30 | 14 | 6  | 10 | 52 | 44 | 8   | 34  |
|   | 6  | K. Lierse SK                | 30 | 14 | 6  | 10 | 54 | 51 | 3   | 34  |
|   | 7  | R. Standard Club Liégeois   | 30 | 11 | 11 | 8  | 54 | 47 | 7   | 33  |
|   | 8  | RCS Verviétois              | 30 | 10 | 12 | 8  | 47 | 39 | 8   | 32  |
|   | 9  | Union Royale Saint-Gilloise | 30 | 11 | 8  | 11 | 53 | 55 | -2  | 30  |
|   | 10 | R. Berchem Sport            | 30 | 8  | 12 | 10 | 37 | 49 | -12 | 28  |
|   | 11 | R. OC de Charleroi          | 30 | 8  | 9  | 13 | 43 | 55 | -12 | 25  |
|   | 12 | R. Beerschot AC             | 30 | 10 | 4  | 16 | 49 | 75 | -26 | 24  |
|   | 13 | R. Tilleur FC               | 30 | 9  | 5  | 16 | 47 | 69 | -22 | 23  |
|   | 14 | RC Mechelen KM              | 30 | 7  | 8  | 15 | 45 | 63 | -18 | 22  |
| D | 15 | K. Beeringen FC             | 30 | 6  | 6  | 18 | 36 | 65 | -29 | 18  |
| D | 16 | R. Charleroi SC             | 30 | 6  | 5  | 19 | 34 | 62 | -28 | 17  |

P: wedstrijden gespeeld, W: wedstrijden gewonnen, G: gelijke spelen, V: wedstrijden verloren, +: gescoorde doelpunten, -: doelpunten tegen, DS: doelsaldo, Ptn: totaal punten
K: kampioen, D: degradeert

## Topschutter
| Scorer             | Goals | Team                     |        |
| ------------------ | ----- | ------------------------ | ------ |
| Maurice Willems    | 35    | KAA Gent                 | België |
| Jozef Mannaerts    | 23    | KRC Mechelen             | België |
| Gaston De Wael     | 21    | RSC Anderlecht           | België |
| Hubert Van Dormael | 20    | CS Verviétois            | België |
| Roland Moyson      | 19    | Daring Club de Bruxelles | België |

1895/96 · 1896/97 · 1897/98 · 1898/99 · 1899/00 · 1900/01 · 1901/02 · 1902/03 · 1903/04 · 1904/05 · 1905/06 · 1906/07 · 1907/08 · 1908/09 · 1909/10 · 1910/11 · 1911/12 · 1912/13 · 1913/14 · 1914/15 · 1915/16 · 1916/17 · 1917/18 · 1918/19 · 
1919/20 · 1920/21 · 1921/22 · 1922/23 · 1923/24 · 1924/25 · 1925/26 · 1926/27 · 1927/28 · 1928/29 · 1929/30 · 1930/31 · 1931/32 · 1932/33 · 1933/34 · 1934/35 · 1935/36 · 1936/37 · 1937/38 · 1938/39 · 1939/40 · 1940/41 · 1941/42 · 1942/43 · 1943/44 · 1944/45 · 1945/46 · 1946/47 · 1947/48 · 1948/49 · 1949/50 · 1950/51 · 1951/52 · 1952/53 · 1953/54 · 1954/55 · 1955/56 · 1956/57 · 1957/58 · 1958/59 · 1959/60 · 1960/61 · 1961/62 · 1962/63 · 1963/64 · 1964/65 · 1965/66 · 1966/67 · 1967/68 · 1968/69 · 1969/70 · 1970/71 · 1971/72 · 1972/73 · 1973/74 · 1974/75 · 1975/76 · 1976/77 · 1977/78 · 1978/79 · 1979/80 · 1980/81 · 1981/82 · 1982/83 · 1983/84 · 1984/85 · 1985/86 · 1986/87 · 1987/88 · 1988/89 · 1989/90 · 1990/91 · 1991/92 · 1992/93 · 1993/94 · 1994/95 · 1995/96 · 1996/97 · 1997/98 · 1998/99 · 1999/00 · 2000/01 · 2001/02 · 2002/03 · 2003/04 · 2004/05 · 2005/06 · 2006/07 · 2007/08 · 2008/09 · 2009/10 · 2010/11 · 2011/12 · 2012/13 · 2013/14 · 2014/15 · 2015/16 · 2016/17 · 2017/18 · 2018/19 · 2019/20 · 2020/21· 2021/22 · 2022/23 · 2023/24 · 2024/25